# Panellus exiguus
Panellus exiguus är en svampart som beskrevs av Corner 1986. Panellus exiguus ingår i släktet Panellus och familjen Mycenaceae.   Inga underarter finns listade i Catalogue of Life.